# 2014年冬季奧林匹克運動會高山滑雪比賽
2014年冬季奧林匹克運動會高山滑雪比賽於2014年2月9日至22日在俄羅斯卡拉斯拉雅波利亞納羅莎庫塔滑雪度假村舉行。

## 比賽日程表

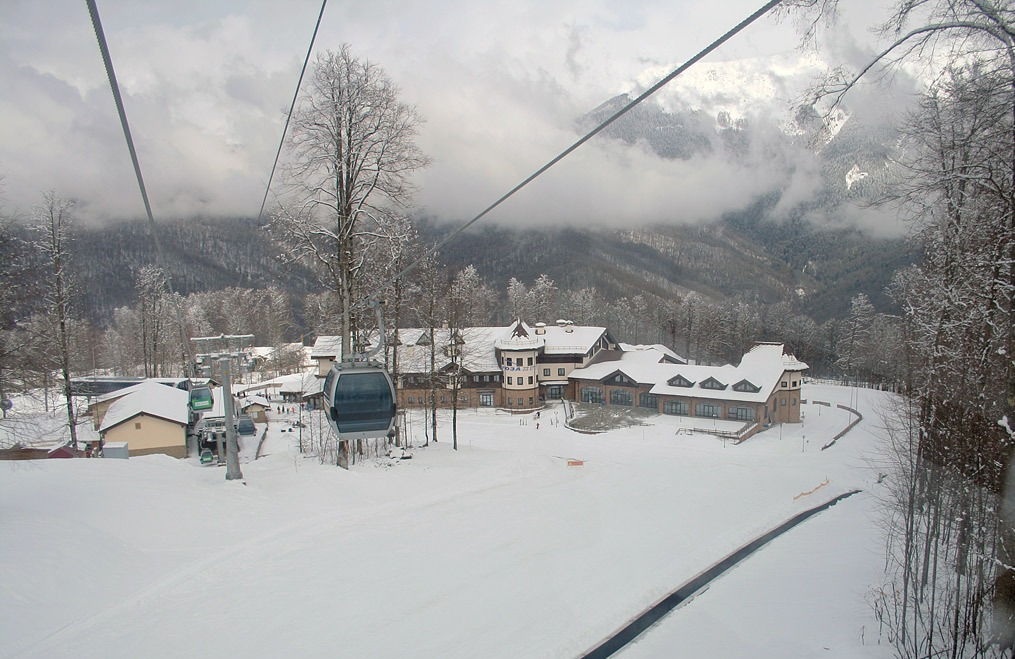
高山滑雪比賽場地羅莎庫塔滑雪度假村

以下是所有十個項目的比賽日程。
所有時間均為（UTC+4）。
| 日期    | 時間  | 項目               |
| ------- | ----- | ------------------ |
| 2月9日  | 11:00 | 男子滑降           |
| 2月10日 | 11:00 | 女子超級混合式滑雪 |
| 2月10日 | 15:00 | 女子超級混合式滑雪 |
| 2月12日 | 11:00 | 女子滑降           |
| 2月14日 | 11:00 | 男子超級混合式滑雪 |
| 2月14日 | 15:30 | 男子超級混合式滑雪 |
| 2月15日 | 11:00 | 女子超大曲道       |
| 2月16日 | 11:00 | 男子超大曲道       |
| 2月18日 | 11:00 | 女子大曲道         |
| 2月18日 | 14:30 | 女子大曲道         |
| 2月19日 | 11:00 | 男子大曲道         |
| 2月19日 | 14:30 | 男子大曲道         |
| 2月21日 | 16:45 | 女子曲道           |
| 2月21日 | 19:00 | 女子曲道           |
| 2月22日 | 16:45 | 男子曲道           |
| 2月22日 | 20:15 | 男子曲道           |

## 各項成績
2014年2月16日，伯德·米勒以36歲的年紀奪得男子超大曲道項目的銅牌，成為奧運高山滑雪項目最年長的獎牌得主。
2014年2月21日，米凱拉·席弗琳以18歲的年紀奪得女子曲道項目金牌，成為奧運曲道項目最年輕的金牌得主。
2014年2月22日，馬里奧·馬特以34歲的年紀奪得男子曲道項目金牌，成為最年長的奧運高山滑雪項目金牌得主。
2014年2月22日，亨里克·克里斯托弗森以19歲的年紀奪得男子曲道銅牌，成為最年輕的男子奧運高山滑雪項目獎牌得主。

### 男子
| 項目                    | 金牌                          | 金牌    | 银牌                                | 银牌    | 铜牌                                                | 铜牌    |
| 滑降 （詳細）           | 馬蒂亞斯·梅爾 · 奥地利（AUT） | 2:06.23 | 克里斯托弗·伊諾霍佛 · 意大利（ITA） | 2:06.29 | 谢蒂尔·延斯鲁德 · 挪威（NOR）                       | 2:06.33 |
| 超大曲道 （詳細）       | 谢蒂尔·延斯鲁德 · 挪威（NOR） | 1:18.14 | 安德魯·韋布雷希特 · 美国（USA）     | 1:18.44 | 扬·胡德茨 · 加拿大（CAN） · 伯德·米勒 · 美国（USA） | 1:18.67 |
| 大曲道 （詳細）         | 泰德·利蓋蒂 · 美国（USA）     | 2:45.29 | 史蒂夫·米希利爾 · 法国（FRA）       | 2:45.77 | 亚历克西·潘特豪 · 法国（FRA）                       | 2:45.93 |
| 曲道 （詳細）           | 馬里奧·馬特 · 奥地利（AUT）   | 1:41.84 | 马塞尔·希舍尔 · 奥地利（AUT）       | 1:42.12 | 亨里克·克里斯托弗森 · 挪威（NOR）                   | 1:42.67 |
| 超級混合式滑雪 （詳細） | 山德罗·维莱塔 · 瑞士（SUI）   | 2:45.20 | 伊維卡·科斯特里奇 · 克罗地亚（CRO） | 2:45.54 | 克里斯托弗·伊諾霍佛 · 意大利（ITA）                 | 2:45.67 |

### 女子
| 項目                    | 金牌                                                        | 金牌    | 银牌                             | 银牌    | 铜牌                            | 铜牌    |
| 滑降 （詳細）           | 蒂娜·马泽 · 斯洛文尼亚（SLO） · 多米妮克·吉辛 · 瑞士（SUI） | 1:41.57 | 從缺                             | 從缺    | 拉拉·古特 · 瑞士（SUI）         | 1:41.67 |
| 超大曲道 （詳細）       | 安娜·芬宁格 · 奥地利（AUT）                                 | 1:25.52 | 玛丽亚·赫夫尔-里施 · 德国（GER） | 1:26.07 | 妮科尔·霍斯普 · 奥地利（AUT）   | 1:26.18 |
| 大曲道 （詳細）         | 蒂娜·马泽 · 斯洛文尼亚（SLO）                               | 2:36.87 | 安娜·芬宁格 · 奥地利（AUT）      | 2:36.94 | 维多利亚·雷本斯堡 · 德国（GER） | 2:37.14 |
| 曲道 （詳細）           | 米凱拉·席弗琳 · 美国（USA）                                 | 1:44.54 | 玛莉丝·席尔德 · 奥地利（AUT）    | 1:45.07 | 卡特琳·策特尔 · 奥地利（AUT）   | 1:45.35 |
| 超級混合式滑雪 （詳細） | 玛丽亚·赫夫尔-里施 · 德国（GER）                            | 2:34.62 | 妮科尔·霍斯普 · 奥地利（AUT）    | 2:35.02 | 朱莉娅·曼库索 · 美国（USA）     | 2:35.15 |

## 獎牌榜
| 排名 | 国家／地区        | 金牌 | 银牌 | 铜牌 | 總數 |
| ---- | ----------------- | ---- | ---- | ---- | ---- |
| 1    | 奥地利（AUT）     | 3    | 4    | 2    | 9    |
| 2    | 美国（USA）       | 2    | 1    | 2    | 5    |
| 3    | 瑞士（SUI）       | 2    | 0    | 1    | 3    |
| 4    | 斯洛文尼亚（SLO） | 2    | 0    | 0    | 2    |
| 5    | 德国（GER）       | 1    | 1    | 1    | 3    |
| 6    | 挪威（NOR）       | 1    | 0    | 2    | 3    |
| 7    | 法国（FRA）       | 0    | 1    | 1    | 2    |
| 7    | 意大利（ITA）     | 0    | 1    | 1    | 2    |
| 9    | 克罗地亚（CRO）   | 0    | 1    | 0    | 1    |
| 10   | 加拿大（CAN）     | 0    | 0    | 1    | 1    |
|      | 總計              | 11   | 9    | 11   | 31   |

## 參賽國家和地區
共有74個國家和地區的332位運動員參賽。馬爾他、東帝汶、多哥和辛巴威等4個國家都是第一次參加冬奧，也是第一次參加高山滑雪賽事。

| - 阿尔巴尼亚（2） - 安道尔（4） - 阿根廷（6） - 亚美尼亚（1） - （5） - 奥地利（22） - 阿塞拜疆（2） - 白俄罗斯（2） - 波斯尼亚和黑塞哥维那（3） - 巴西（2） - 保加利亚（4） - 加拿大（15） - 开曼群岛（1） - 智利（3） - 中国（2） - 克罗地亚（8） - 塞浦路斯（2） - 捷克（8） - 丹麦（1） | - 爱沙尼亚（2） - 芬兰（8） - 法国（19） - 德国（7） - （3） - 英国（2） - 希腊（3） - 匈牙利（3） - 冰岛（4） - 印度（1） - 伊朗（3） - 爱尔兰（2） - 以色列（2） - 意大利（19） - 日本（2） - （4） - （1） - 拉脱维亚（5） - 黎巴嫩（2） | - 列支敦士登（3） - 立陶宛（2） - 马其顿（1） - 马耳他（1） - 墨西哥（1） - 摩尔多瓦（1） - 摩纳哥（3） - （2） - 摩洛哥（2） - 新西兰（1） - 挪威（10） - 巴基斯坦（1） - 秘鲁（2） - 波兰（6） - 葡萄牙（2） - 罗马尼亚（3） - 俄罗斯（9） - 圣马力诺（2） | - 塞尔维亚（2） - 斯洛伐克（9） - 斯洛文尼亚（9） - 韩国（5） - 西班牙（5） - 瑞典（12） - 瑞士（21） - （1） - 泰国（2） - 东帝汶（1） - 多哥（1） - 土耳其（2） - 乌克兰（2） - 美国（20） - （2） - 委内瑞拉（1） - （1） - 津巴布韦（1） |